# Anoba microloba
Anoba microloba là một loài bướm đêm trong họ Erebidae.